# Cyril Neveu
Pour les articles homonymes, voir Neveu.
Cyril Neveu, né le 20 septembre 1956 à Orléans, est un pilote de moto de rallye-raid français. Il est cinq fois vainqueur du Paris-Dakar entre 1979 et 1987.

## Biographie
Cyril Neveu, sportif de haut niveau de 1978 à 1991, est le fils de Claude Neveu, champion du monde de canoë-kayak.
Après avoir participé au rallye-raid Abidjan Nice, il se fait connaître du grand public en 1979 grâce à sa victoire lors de la première édition du Rallye Dakar à l'âge de 22 ans. Il renouvelle son exploit l'année suivante, puis en 1982 et 1986.
Mais c'est surtout l'édition 1987 qui marque à jamais les esprits : la bataille est intense entre Hubert Auriol, Gaston Rahier et Cyril Neveu. Proche de la victoire, Hubert Auriol est victime d'une terrible chute et se brise les deux chevilles ; malgré sa douleur, il termine l'étape. À l'issue de celle-ci, et devant les caméras de télévision, il est contraint à l'abandon, laissant Cyril Neveu l'emporter pour la 5e fois. Cette lutte acharnée est relatée dans un livre écrit avec Hubert Auriol et le journaliste Jean-Michel Caradec'h « Paris-Dakar. Une histoire d'hommes », Éd. Fixot, 1987. Il roulera ensuite pour les écuries Yamaha-Italie et France, puis Cagiva Lucky Explorer.
En 2013, Neveu a été nommé FIM Légend pour ses exploits en moto.

## Activités
Depuis la fin de sa carrière, Cyril Neveu est notamment devenu organisateur de rallyes-raids.
- Créateur et président de NPO (Neveu Pelletier Organisation) de 1987 à 2008[6].
- Organisateur de rallyes en Coupe du monde des rallyes tout-terrain : le rallye de Tunisie Optic 2000 et le rallye Orpi Maroc[6].
- Gérant de CNP (Cyril Neveu Promotion) depuis 1987, le Tour de Corse en motomarine.
- Organisateur du rallye de régularité  Maroc Classic pour voitures anciennes (depuis 2013)[4],[7].
- Organisateur du Megève - Saint-Tropez pour voitures anciennes (mai 2015).
- Organisateur du Rallye Entre 2 Mers pour voitures anciennes (octobre 2016).

## Palmarès au Rallye Paris-Dakar
- 1979
  - Vainqueur du Rallye Dakar 1979, Yamaha XT 500[8]

- 1980
  - Vainqueur du Rallye Dakar 1980, Yamaha XT 500, team Sonauto

- 1981
  - 25e du Rallye Dakar 1981, Honda XLS 500, team Honda-France

- 1982
  - Vainqueur du Rallye Dakar 1982, Honda XR 550, team Honda-France
  - Champion de France Enduro, catégorie National

- 1983
  - 10e du Rallye Dakar 1983, Honda XR 600, team Honda-France

- 1984
  - 4e du Rallye Dakar 1984, Honda XLR 600, team Honda-France

- 1985
  - 5e du Rallye Dakar 1985, Honda XLR 600, team Honda-France

- 1986
  - Vainqueur du Rallye Dakar 1986, Honda NXR 750, team Honda-France Rothmans

- 1987
  - Vainqueur du Rallye Dakar 1987, Honda NXR 750, team Honda-France El Charro

- 1989
  - 5e du Rallye Dakar 1989, Yamaha YZE 750, team Yamaha-Belgarda Italie

- 1991
  - 25e du Rallye Dakar 1991, Cagiva 900 Elephant, team Lucky Explorer